# Braga fluviatilis
Braga fluviatilis là một loài chân đều trong họ Cymothoidae. Loài này được Richardson miêu tả khoa học năm 1911.